# Ельм-Валлен, Лена
Лена Биргитта Ельм-Валлен (швед. Lena Birgitta Hjelm-Wallén; род. 14 января 1943[…], Сала) — шведский политический и государственный деятель. Член Социал-демократической рабочей партии Швеции. Вице-премьер (1995—2002), министр иностранных дел Швеции (1994—1998), министр образования (1982—1985), депутат риксдага (1970—2002).

## Биография
Родилась 14 января 1943 года.
По результатам парламентских выборов 1968 года избрана депутатом Второй палаты парламента. В результате реформы Улофа Пальме парламент стал однопалатным. В 1970 году была избрана депутатом риксдага от округа Вестманланд.
4 января 1974 года назначена министром (без портфеля) до делам школ в Министерстве образования Швеции в правительстве Улофа Пальме, став самым молодым министром.
После выборов 1976 года вернулась в риксдаг.
8 октября 1982 года получила портфель министра образования во втором правительстве Улофа Пальме. После перестановки 17 октября 1985 года заняла должность министра международного сотрудничества в целях развития в Министерстве иностранных дел Швеции. После убийства премьер-министра Улофа Пальме 3 марта 1986 года сохранила должность в правительстве Ингвара Карлссона. С 16 по 27 февраля 1990 года исполняла обязанности вице-премьера.
После выборов 1991 года вернулась в риксдаг. В 1991—1994 годах была заместителем председателя Комитета по образованию.
7 октября 1994 года получила портфель министра иностранных дел Швеции во втором правительстве Ингвара Карлссона. 17 ноября 1995 года назначена вице-премьером после отставки Моны Салин. Сохранила посты в следующем правительстве Йорана Перссона. Была министром иностранных дел до 6 октября 1998 года, а вице-премьером — до 21 октября 2002 года. С 21 сентября по 16 октября 2000 года исполняла обязанности министра юстиции. С 30 сентября по 21 октября 2002 года исполняла обязанности министра обороны.
Ушла из политики после парламентских выборов 2002 года.
С 2017 по 2023 год являлась председателем Фонда памяти Анны Линд — убитого министра иностранных дел Швеции.